# Архиепархия Маунт-Хагена
 Архиепархия Маунт-Хагена (лат. Archidioecesis Montis Hagensis) — архиепархия Римско-католической церкви c центром в городе Маунт-Хаген, Папуа – Новая Гвинея. В митрополию Маунт-Хагена входят епархии Вабага, Гороки, Кундиавы, Менди. Кафедральным собором архиепархии Маунт-Хагена является собор Пресвятой Троицы.

## История
8 июня 1959 года Римский папа Иоанн XXIII выпустил буллу Prophetica vox, которой учредил апостольский викариат Маунт-Хагена.
15 ноября 1966 года Римский папа Павел VI издал буллу Laeta incrementa, которой преобразовал апостольский викариат Маунт-Хагена в епархию.
18 марта 1982 года Римский папа Иоанн Павел II выпустил буллу Qui Divino Consilio, которой передал часть территории епархии Маунт-Хагена новой епархии Вабага и возвёл епархию Маунт-Хагена в ранг архиепархии.

## Ординарии архиепархии
- архиепископ  George Elmer Bernarding (19.12.1959 — 7.03.1987);
- архиепископ Michael Meier (7.03.1987 — 17.07.2006);
- архиепископ Douglas William Young (17.07.2006 — 18.03.2025, в отставке);
- архиепископ Clement Papa (18.03.2025 — по настоящее время).

## Источник
- Annuario Pontificio, Ватикан, 2007
- Булла Prophetica vox, AAS 51 (1959), стр. 890 Архивная копия от 3 марта 2013 на Wayback Machine  (лат.)
- Булла Laeta incrementa Архивная копия от 3 февраля 2014 на Wayback Machine  (лат.)
- Булла Qui Divino Consilio Архивная копия от 30 декабря 2011 на Wayback Machine  (лат.)